# Мехонский сельсовет
Мехо́нский сельсовет — упразднённое муниципальное образование со статусом сельского поселения в составе Шатровского района Курганской области.
Административный центр — село Мехонское.
Законом Курганской области от 12 мая 2021 года № 50 к 24 мая 2021 года упразднён в связи с преобразованием муниципального района в муниципальный округ.

## История
В соответствии с Законом Курганской области от 6 июля 2004 года № 419 сельсовет наделён статусом сельского поселения.

## Население
| 1989  | 2002  | 2004  | 2010  | 2012  | 2013  | 2014  |
| ----- | ----- | ----- | ----- | ----- | ----- | ----- |
| 3188  | ↘2696 | ↘2630 | ↘2252 | ↘2201 | ↘2140 | ↘2055 |
| 2015  | 2016  | 2017  | 2018  | 2019  | 2020  |       |
| ↘2023 | ↘1987 | ↘1947 | ↘1886 | ↘1861 | ↘1828 |       |

## Состав сельского поселения
| № | Населённый пункт | Тип населённого пункта       | Население |
| - | ---------------- | ---------------------------- | --------- |
| 1 | Ближняя Кубасова | деревня                      | ↘98       |
| 2 | Ганичева         | деревня                      | ↘103      |
| 3 | Ленская          | деревня                      | ↘267      |
| 4 | Мехонское        | село, административный центр | ↘1595     |
| 5 | Ударник          | деревня                      | ↗27       |
| 6 | Усольцева        | деревня                      | ↘162      |